# Jimmy Allen (giocatore di football americano)
James Allen (Clearwater, 6 marzo 1952 – 21 dicembre 2019) è stato un giocatore di football americano statunitense che ha militato nel ruolo di safety nella National Football League (NFL).

## Carriera
Allen fu scelto dai Pittsburgh Steelers nel corso del quarto giro (100º assoluto) del Draft NFL 1974. Vi giocò per quattro stagioni, vincendo due Super Bowl nel 1974 e 1975. Fu scambiato con i Detroit Lions nel 1978 e nel 1981, l'ultima stagione in carriera, ebbe un primato personale di 9 intercetti. Il suo soprannome durante la sua carriera di giocatore era "Spiderman." Fu il cantante principale della registrazione dei Lions del 1980 di Another One Bites the Dust.

## Palmarès

### Franchigia
- Super Bowl : 2

Pittsburgh Steelers: IX, X
- American Football Conference Championship: 2

Pittsburgh Steelers: 1974, 1975